# Reda Belahyane
Reda Belahyane (en arabe : رضا بلاحيان), né le 1er juin 2004 à Aubervilliers, en France, est un footballeur international marocain qui évolue au poste de milieu défensif à la Lazio Rome.

## Biographie

### Carrière en club
Reda Belahyane naît à Aubervilliers en France au sein d'une famille marocaine et commence le football à l'âge de six ans, à l'Olympique de Paris. Après un passage d'une saison au FCM Aubervilliers, il s'engage pour trois ans au Red Star FC.
En mai 2017, étant joueur au Red Star FC, il participe à un concours de la Fédération française de football et est retenu pour intégrer l'Institut national du football de Clairefontaine. Il signe ensuite au FC Montfermeil avant d'intégrer le centre de formation de l'OGC Nice. 

#### Formation à l'OGC Nice
Après des passages dans les catégories inférieurs de l'OGC Nice, il évolue à partir de juillet 2020 au sein de la catégorie des moins de 19 ans. Alors qu'il est âgé de dix-sept ans, il est promu avec l'équipe B, évoluant au cinquième niveau de France et entraînée par Didier Digard. 
Lors de la saison 2021-2022, il dispute 24 matchs et inscrit un but contre l'Athlético Aix Marseille Provence (victoire, 4-1). Le 20 octobre 2021, il signe son premier contrat professionnel,. 
Au milieu de la saison 2022-2023, il entre pour la première fois en jeu lors d'un match de Ligue 1 contre l'AJ Auxerre, remplaçant Pablo Rosario à la 78e minute (match nul, 1-1). Quelques jours plus tard, il reçoit son premier match européen contre le FC Sheriff Tiraspol à l'occasion de la Ligue Conférence de l'UEFA. Le 16 avril 2023, il reçoit sa première titularisation contre le Stade brestois. 
En début de saison 2023-2024, il n'entre pas dans les plans du nouvel entraîneur Francesco Farioli. Avec un contrat se terminant en fin de saison, cela le pousse vers une porte de sortie pour le mercato hivernal.

#### Hellas Vérone
Le 25 janvier 2024, il s'engage pour quatre saisons avec l'Hellas Vérone en Serie A pour un montant de 500.000 euros,,.
Le 17 février 2024, il obtient ses premières minutes de jeu contre la Juventus FC sous la direction de l'entraîneur Marco Baroni (match nul, 2-2). Belahyane doit attendre jusqu'au 26 mai pour être titularisé pour la première fois, contre le FC Internazionale Milano. Il termine ainsi sa première saison à la 13e place du classement du championnat.

### En sélection
Reda Belahyane est éligible pour représenter la France (pays de naissance) et le Maroc (pays d'origine)[réf. nécessaire].

#### Parcours avecLes Bleuets
En septembre 2020, il reçoit une présélection du sélectionneur José Alcocer pour un stage de préparation à Clairefontaine avec l'équipe de France des moins de 17 ans. Il n'est finalement pas retenu dans la liste finale.
En juin 2022, il est sélectionné pour prendre part aux Jeux méditerranéens de 2022 en Algérie avec l'équipe de France des moins de 18 ans, compétition qu'il remporte grâce à une victoire 1-0 en finale contre l'Italie des moins de 18 ans. Il compte au total deux titularisations (contre le Maroc et l'Algérie) et trois entrées en jeu (contre l'Espagne, la Turquie et l'Italie).

#### Parcours avec le Maroc
Le 3 octobre 2024, il reçoit sa première convocation de Walid Regragui, figurant sur la liste des joueurs du Maroc sélectionnés pour une double confrontation face à la République centrafricaine, comptant pour les qualifications de la CAN 2025,.

## Style de jeu
Reda Belahyane est un joueur technique et créatif avec le ballon, agressif et volontaire à la perte. Son jeu est porté vers le milieu de terrain, proche des défenseurs.

## Statistiques
| Saison                | Club                  | Championnat           | Championnat | Championnat | Championnat | Coupe(s) nationale(s) | Coupe(s) nationale(s) | Coupe(s) nationale(s) | Compétition(s) continentale(s) | Compétition(s) continentale(s) | Compétition(s) continentale(s) | Compétition(s) continentale(s) | Total | Total | Total |
| Saison                | Club                  | Division              | M.          | B.          | P.d.        | M.                    | B.                    | P.d.                  | Comp.                          | M.                             | B.                             | P.d.                           | M.    | B.    | P.d.  |
| 2022-2023             | OGC Nice              | Ligue 1               | 4           | 0           | 0           | -                     | -                     | -                     | C3                             | 2                              | 0                              | 0                              | 6     | 0     | 0     |
| 2023-2024             | OGC Nice              | Ligue 1               | 1           | 0           | 0           | 1                     | 0                     | 0                     | -                              | -                              | -                              | -                              | 2     | 0     | 0     |
| 2023-2024             | Hellas Vérone         | Serie A               | 2           | 0           | 0           | -                     | -                     | -                     | -                              | -                              | -                              | -                              | 2     | 0     | 0     |
| 2024-2025             | Hellas Vérone         | Serie A               | 22          | 0           | 2           | -                     | -                     | -                     | -                              | -                              | -                              | -                              | 22    | 0     | 2     |
| Total sur la carrière | Total sur la carrière | Total sur la carrière | 24          | 0           | 2           | 1                     | 0                     | 0                     | -                              | 2                              | 0                              | 0                              | 27    | 0     | 2     |

### En sélection
Le tableau suivant liste les rencontres de l'équipe du Maroc dans lesquelles Reda Belahyane a été sélectionné depuis le 15 octobre 2024 jusqu'à présent :

## Palmarès

### En sélection
- France -18 ans
  - Vainqueur des Jeux méditerranéens en 2022[16]